# Ursula Wikström
Krista Ursula Wikström, född 3 juli 1980 i Esbo, är en finländsk golfspelare. Wikström började med golf som 11-åring och blev proffs år 2003. 